# Многогранник Дюрера

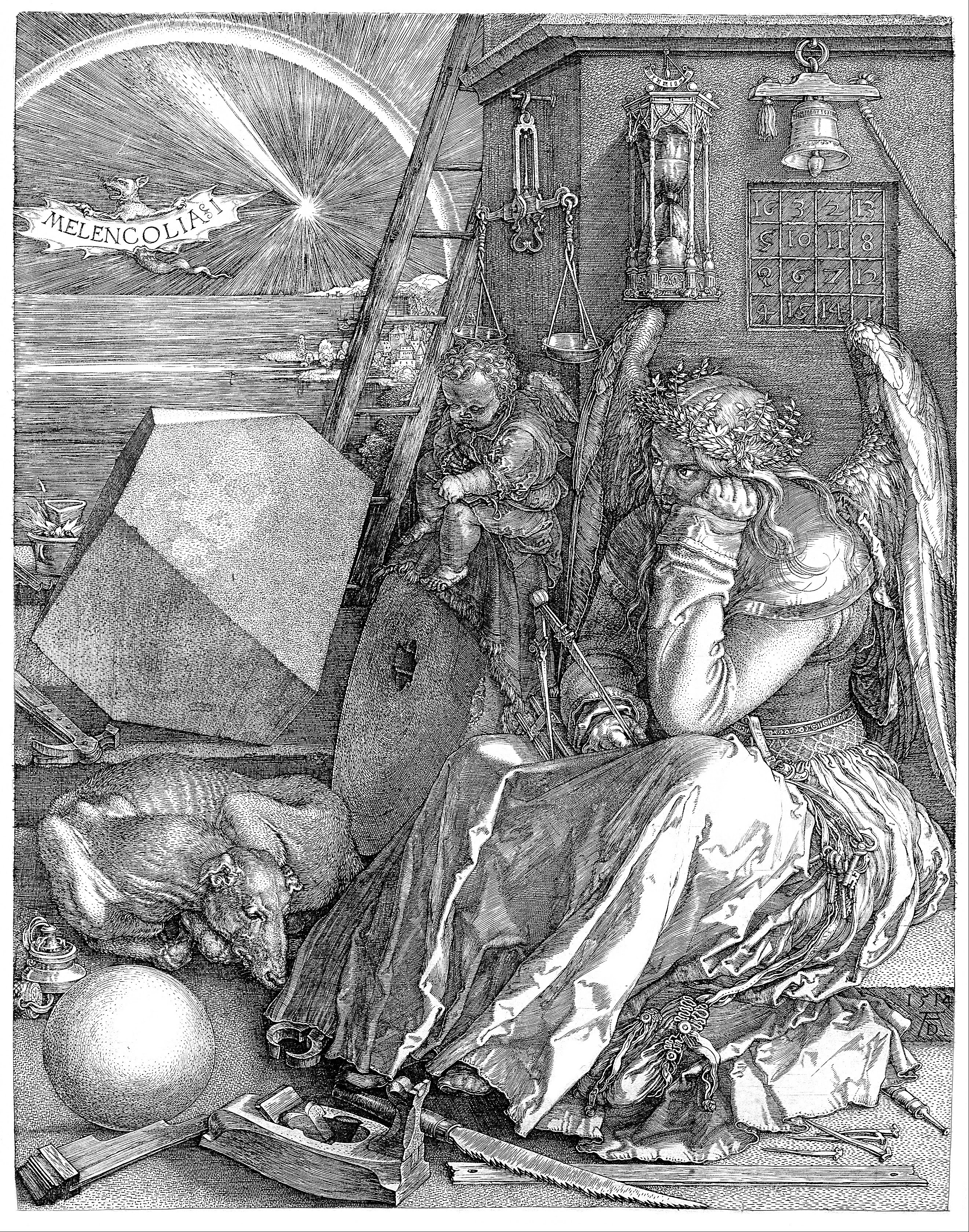
Гравюра «Меланхолия I», работа художника Альбрехта Дюрера, датируется 1514 годом. Многогранник доминирует в левой половине изображение.

Многогранник Дюрера — многогранник, изображённый на гравюре «Меланхолия I» художника Альбрехта Дюрера, датируемой 1514 годом. Эта яркая деталь гравюры «Меланхолия I» дала название геометрическому телу. Его геометрия является предметом продолжающихся научных споров и источником вдохновения для современных художников.

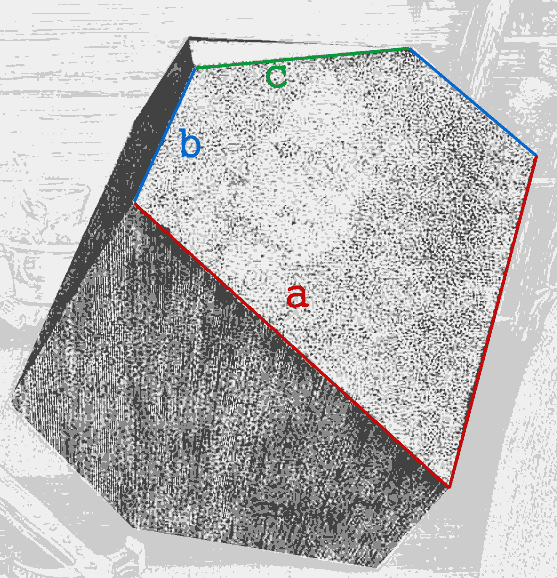

Многогранник Дюрера, или монолит Дюрера, — многогранник сложной формы, высеченный, по-видимому, из цельного камня. Массивный многогранник расположен у основания лестницы и доминирует в левой половине гравюры. На обращённой к зрителю грани — нечёткое пятно, в котором угадываются черты лица, это одна из загадок или аллегорий автора гравюры.
Форма монолита, изображённого Дюрером, является предметом незаконченных академических дебатов. Существует предположение, что это усеченный куб, но большинство источников согласны, что это усечение ромбоэдра.
Также данная фигура повторяет очертание проекции в трёхмерное пространство четырёхмерного гиперкуба, повёрнутого на 45° относительно всех осей координат.

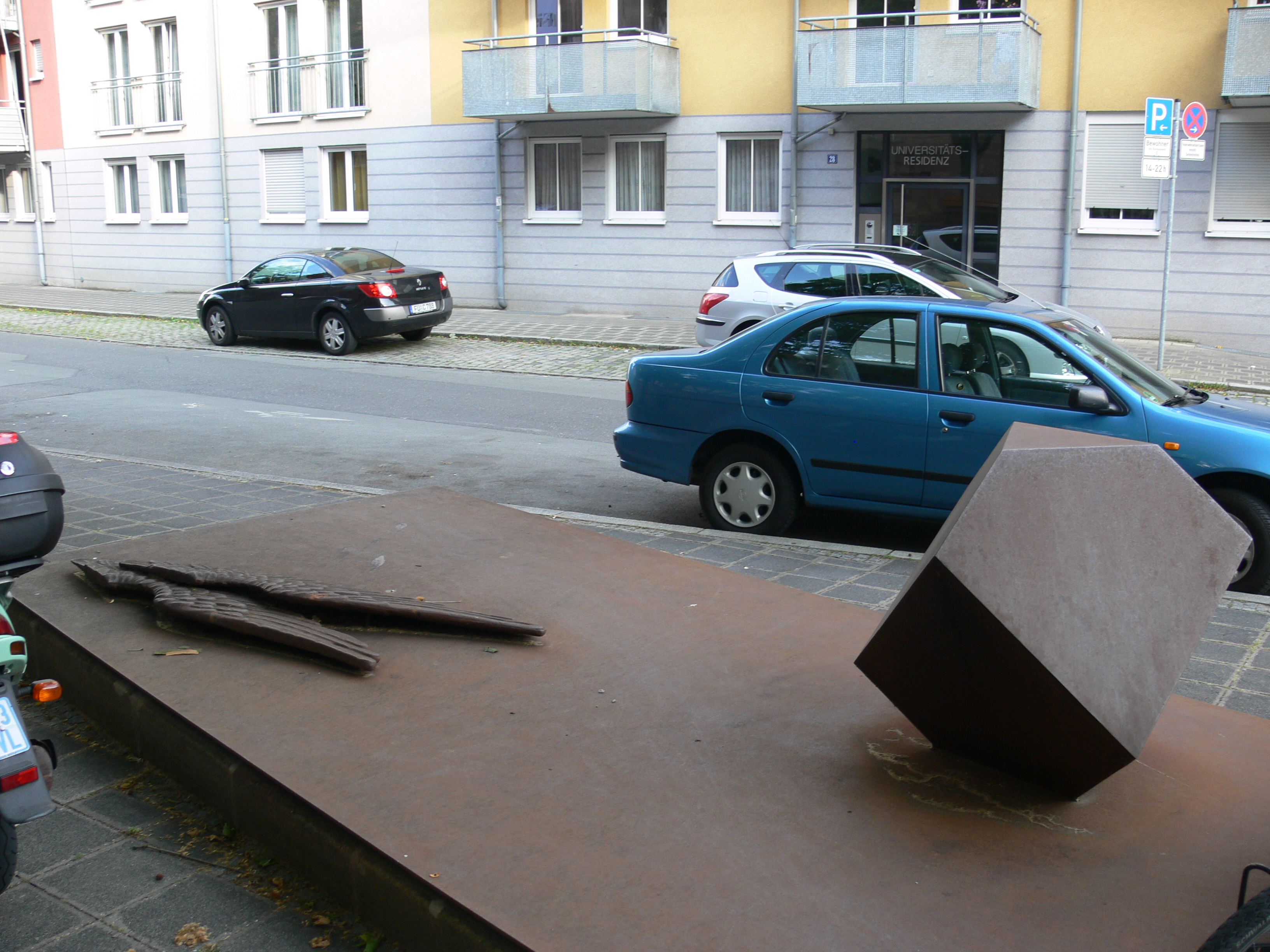
Скульптура перед музеем Tucherschloss в Нюрнберге; Сталь, чугун, 1999/2000

В Нюрнберге, перед музеем Tucherschloss, установлена скульптура из стали и чугуна, в которой автор использовал «монолит Дюрера» и циркуль. Эти два предмета из гравюры «Меланхолия I» он противопоставил друг другу, предложив свою трактовку основной мысли гравюры.